# 青春病
「青春病」（せいしゅんびょう、英語: Seishun Sick）は、日本のシンガーソングライター・藤井風の楽曲。2020年10月30日にHEHN RECORDS / ユニバーサルミュージックより配信限定でリリースされた。

## 概要
2020年10月29日に日本武道館にて開催された「Fujii Kaze "NAN-NAN SHOW 2020" HELP EVER HURT NEVER」において、新曲として披露され、翌日の10月30日に同じく新曲の「へでもねーよ」と2曲同時にリリースされた。
2022年3月23日にリリースされた2ndアルバム『LOVE ALL SERVE ALL』には、アルバム用にエディットし直されたトラックが収録されている。

## 音楽性
同時にリリースされた「へでもねーよ」のアグレッシヴな曲調とは対照的な、爽やかなポップソング。様々な色合いのメロディが違和感なく繋がっていることが特徴。

## 青春病 EP
2020年12月4日にリリースされた3作目の配信限定EP『へでもねーよ EP』に引き続き、12月11日にHEHN RECORDS / ユニバーサルミュージックよりリリースされた4作目となる配信限定EP。また同日、本楽曲のミュージックビデオが公開された。
表題曲「青春病」のほか「Teenage Dream」「Good As Hell」「Circles」ピアノアレンジカバーを含む全4曲が収録されている。これらのカバーは、2023年2月17日に配信リリースされたカバーアルバム『LOVE ALL COVER ALL』に収録された。

### 収録内容
| #         | タイトル                                      | 作詞・作曲                                                            | 時間  |
| --------- | --------------------------------------------- | --------------------------------------------------------------------- | ----- |
| 1.        | 「青春病」                                    | Fujii Kaze                                                            | 5:21  |
| 2.        | 「Teenage Dream」(ケイティ・ペリーのカバー曲) | Katy Perry, Lukasz Gottwald, Max Martin, Benjamin Levin, Bonnie McKee | 4:12  |
| 3.        | 「Good As Hell」(リゾのカバー曲)              | Melissa Jefferson, Eric Frederic                                      | 2:37  |
| 4.        | 「Circles」(ポスト・マローンのカバー曲)       | Austin Post, Louis Bell, Adam Feeney, Kaan Gunesberk, Billy Walsh     | 3:16  |
| 合計時間: | 合計時間:                                     | 合計時間:                                                             | 15:26 |

## ミュージックビデオ
2020年11月14日、同時リリースされた「へでもねーよ」と同時にミュージック・ビデオが公開されることが発表され、12月11日にミュージックビデオが公式YouTubeチャンネルに公開された。監督は、映像作家の山田智和が務め、「2020年という激動の年の最後に、藤井 風氏に出会えたことに感謝しています」と述べた。
山田は、ミュージックビデオのコンセプトについて「今年（2020年）はコロナのせいで、みんながみんな青春できたわけじゃないですよね。そういうときに、みんなを何かひとつ青春の世界に連れていきたいというか、みんなの話の続きになりたいと思ったんです。このMVは、過去を描いているようで、いまを生きている人に向けて『それでいいんだぜ』って言いたかったんですよね」と語った。
2021年7月11日に放送された『関ジャム 完全燃SHOW』（テレビ朝日系）のミュージックビデオ特集に出演した山田は、本楽曲のミュージックビデオについて「藤井風さんから『青春をまっすぐやりたいんだ』というオーダーがあって、それがものすごく嬉しかったんです。ちょっと恥ずかしいじゃないですか？ タイトルに "青春" の文字が入ったミュージックビデオで走るのって勇気がいると思うんですけど、そう言ってもらったときにすごく嬉しくて『今、それだよね』って。ちゃんとストレートを投げたいというか」と述べた。
沖縄で2日間かけて撮影されたミュージックビデオは、山田により自然な青春感を出すための仕掛けが施されている。ミュージックビデオ終盤の全員がカメラに向かってふざけながら踊るシーンは、休憩時間にみんながふざけて踊り出した場面を撮ったオフショットである。
また、山田は「この撮影は楽しすぎた。このミュージックビデオにはエンドロールがあるんですが、東京に帰っても撮影現場が愛おしすぎて（沖縄の）写真を見返すというシーンをエンドロールで無理やり入れちゃったぐらい、ものすごく楽しかった」と語っている。
2021年1月26日、ミュージックビデオのメイキング映像が、公式アプリ「Fujii Kaze」内の限定コンテンツとして公開された。2022年11月26日、ミュージックビデオの再生回数が1,000万回を突破した記念として、公式YouTubeチャンネルにメイキング映像が公開された。

藤井は、ミュージックビデオの公開にあたって、以下のようにコメントしている。
この文章を書いているのは、公開の数時間前の朝です。今の今まで、みんなで作業していました。
圧倒的な熱量で、愛情で、今完成しました。
山田智和監督は、この映像を通して、もう二度とないような人生経験を、もう二度と抱くことのないような感情をもたらしてくれました。
今までとは全く違う異様な雰囲気が現場を包んでいました。とても美しい時間でした。

今回はティザーも、語る言葉も何もありませんでした。要りませんでした。ただ、感じてもらえますように。